# Brandon Nakashima
Brandon Nakashima (* 3. srpna 2001 San Diego) je americký profesionální tenista. Ve své dosavadní kariéře na okruhu ATP Tour vyhrál jeden singlový turnaj. Na challengerech ATP a okruhu ITF získal šest titulů ve dvouhře a dva ve čtyřhře.
Na žebříčku ATP byl ve dvouhře nejvýše klasifikován v květnu 2025 na 29. místě a ve čtyřhře v únoru téhož roku na 193. místě. Trénují ho Davide Sanguinetti a Mariano Puerta. Dříve tuto roli plnil Eduardo Infantino. Na juniorském kombinovaném žebříčku ITF nejvýše figuroval v prosinci 2018, kdy mu patřila 3. příčka.
V americkém daviscupovém týmu debutoval v roce 2024 skupinou finálového turnaje, v níž plnil roli americké jedničky. K postupu Spojených států do čtvrtfinále přispěl singlovými výhrami nad Chilanem Tabilem, Slovákem Kovalíkem i Němcem Martererem. Do září 2025 v soutěži nastoupil ke třem mezistátním utkáním s bilancí 3–0 ve dvouhře a 0–0 ve čtyřhře.

## Soukromý život
Narodil se roku 2001 v kalifornském San Diegu do rodiny lékárníků Wesleyho a Christiny Nakashimových. Má mladšího bratra Bryce Nakashimu. Matka pochází z Vietnamu. V pěti letech s rodiči emigrovala do Kalifornie, v níž se narodil jeho otec japonského původu.
Tenis začal hrát ve třech letech s dědem. Na univerzitní tenisový okruh vstoupil v sedmnácti letech na University of Virginia. V sezóně 2019 byl vyhlášen nováčkem roku v rámci Atlantické pobřežní konference, divize národní NCAA. V prosinci téhož roku oznámil, že před letním semestrem z vysoké školy odchází, aby vstoupil do profesionálního tenisu.

## Tenisová kariéra
V juniorském tenise ovládl říjnové ITF Junior Masters 2018 v Čcheng-tu, pro nejlepší hráče sezóny. Na juniorce grandslamu se nejdále probojoval do semifinále US Open 2019 , kde podlehl českému hráči Jonáši Forejtkovi. Zahrál si také čtvrtfinále French Open 2018 a US Open 2018.
V rámci hlavních soutěží okruhu ITF debutoval v lednu 2018 na turnaji v Los Angeles dotovaném 25 tisíci dolary. V úvodním kole podlehl Španělovi Guillermu Olasovi. Premiérovou trofej v této úrovni tenisu vybojoval při svém druhém startu na okruhu, v kalifornském Laguna Niguel během září 2018. Ve finále 15tisícového turnaje přehrál krajana Maxima Cresseyho z počátku druhé tisícovky žebříčku. První challenger vyhrál ve floridském Orlandu, události probíhající v listopadu 2020. Na cestě za titulem postupně zdolal Dominikánce Cida Suberva, světovou čtyřiaosmdesátku Thiaga Monteira, Mackenzieho McDonalda a v semifinále Mitchella Kruegera. V závěrečném duelu si poradil s Indem Prajnešem Gunneswaranem, jemuž patřila 137. příčka klasifikace.
Na okruhu ATP Tour debutoval únorovým Delray Beach Open 2020, po obdržení divoké karty. Na úvod dvouhry porazil sedmdesátého čtvrtého muže žebříčku Jiřího Veselého a poté kvalifikanta Camerona Norrieho. Ve čtvrtfinále jej zastavil Japonec Jošihito Nišioka. Debut v nejvyšší grandslamové kategorii zaznamenal v mužském singlu US Open 2020, do něhož mu organizátoři opět udělili divokou kartu. V úvodním kole vyřadil Itala z druhé světové stovky Lorenza Sonega, než podlehl německé světové sedmičce a pozdějšímu finalistovi Alexandru Zverevovi po čtyřsetovém průběhu. Časný konec ve Wimbledonu 2021, po zvládnuté kvalifikaci, mu přivodil krajan Taylor Fritz.

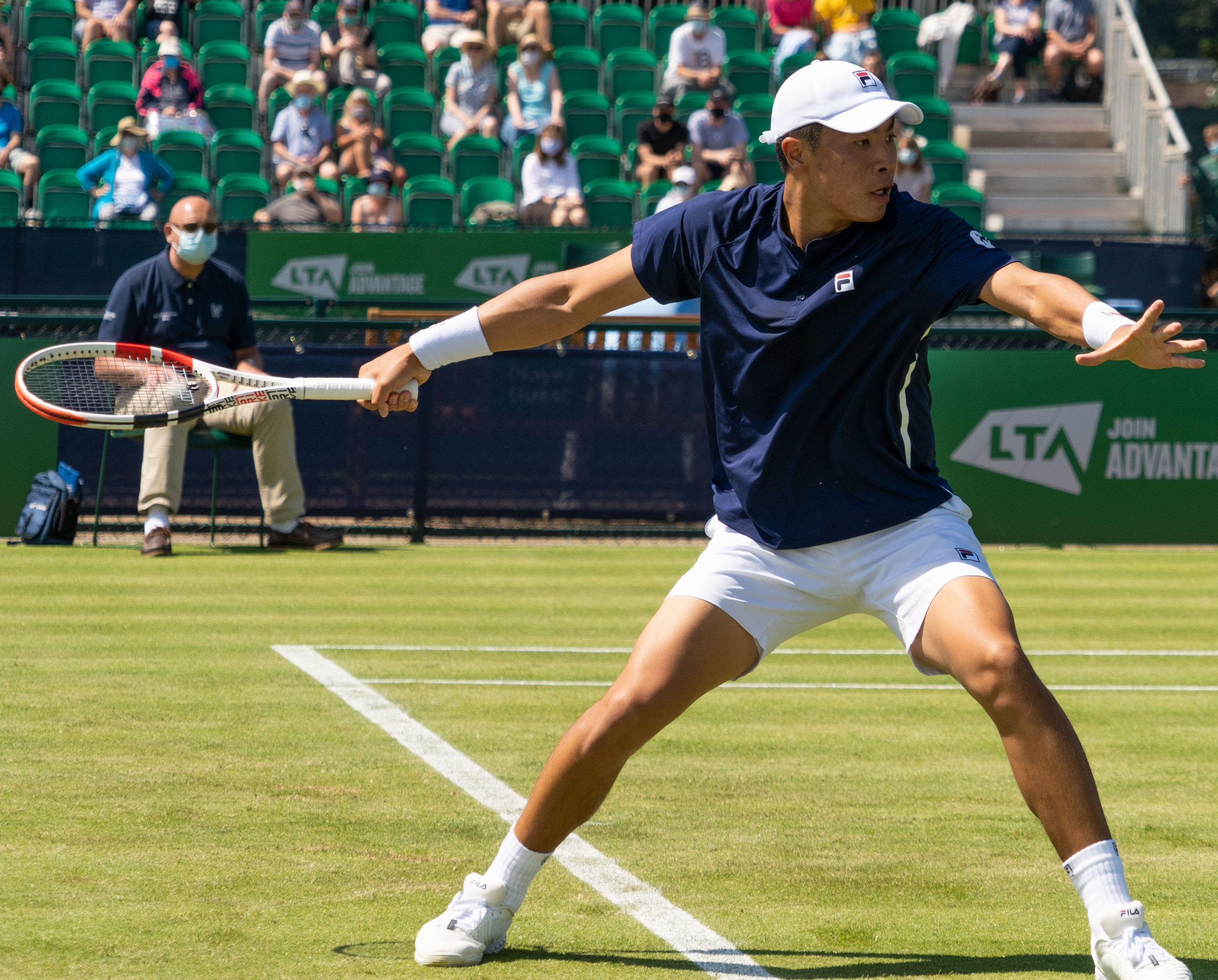
Forhend na challengeru Nottingham Open 2021

Do premiérového finále na okruhu ATP Tour postoupil během červencového Los Cabos Open 2021 přes druhého nasazeného Johna Isnera. V něm však nestačil na britskou světovou třicítku a turnajovou jedničku Camerona Norrieho. O týden později se do finále probojoval opět na Truist Atlanta Open 2021. Ve druhém kole přehrál nejvýše nasazenou světovou dvaadvacítku Milose Raonice po zvládnutém tiebreaku rozhodující sady. V boji o titul mu čerstvou porážku oplatil John Isner. V 19 letech se tak stal nejmladším Američanem od Roddicka z let 2001–2002, jenž si zahrál více než jedno finále na túře ATP. Bodový zisk mu v následném vydání žebříčku ATP z 2. srpna 2021 zajistil první průnik do elitní světové stovky, když den před 20. narozeninami figuroval na 89. příčce.
Na US Open 2021 zdolal podruhé během léta Isnera. Ve druhém zápase ale podlehl Slovákovi Alexi Molčanovi, když ztratil vedení 2–1 na sety. Na závěrečném turnaji pro osm nejlepších tenistů sezóny do 21 let, milánském Next Generation ATP Finals 2021, postoupil s Alcarazem ze čtyřčlenné základní skupiny. V semifinále jej zastavil krajan Sebastian Korda po pětisetové bitvě ve zkráceném fast4 formátu. Do sezóny 2022 vstoupil čtvrtfinálovou porážkou od Reillyho Opelky na Sydney Tennis Classic a nezvládnutým prvním kolem Australian Open se světovou sedmičkou Matteem Berrettinim. Ve třetí fázi French Open jej vyřadil třetí hráč žebříčku Alexander Zverev. Do prvního grandslamového osmifinále prošel ve Wimbledonu 2022, kde ve druhém kole porazil šestnáctého muže pořadí Denise Shapovalova z Kanady a poté Kolumbijce Daniela Elahiho Galána. V pětisetové bitvě jej však zastavila australská světová čtyřicítka Nick Kyrgios.
První trofej na túře ATP si odvezl ze zářijového San Diego Open 2022 ve svém rodišti. Do finále postoupil přes nejvýše nasazeného Brita Daniela Evanse. V něm pak zdolal krajana a turnajovou trojku Marcose Girona po dvousetovém průběhu. Bodový zisk jej posunul o dvacet jedna příček výše na nové kariérní maximum, 48. místo žebříčku. Bez porážky prošel Turnajem mistrů pro hráče do 21 let, milánským Next Generation ATP Finals 2022. V semifinále vyřadil Brita Jacka Drapera. V boji o titul zopakoval vítězství ze základní skupiny nad Čechem Jiřím Lehečkou téhož věku, s nímž neztratil ani jeden ze šesti zkrácených setů.

## Finále na okruhu ATP Tour

### Dvouhra: 3 (1–2)
| Legenda                   |
| ------------------------- |
| Grand Slam (0)            |
| Turnaj mistrů (0)         |
| ATP Tour Masters 1000 (0) |
| ATP Tour 500 (0)          |
| ATP Tour 250 (1–2)        |

| Stav      | č. | datum         | turnaj                   | kategorie | povrch | soupeř ve finále | výsledek       |
| --------- | -- | ------------- | ------------------------ | --------- | ------ | ---------------- | -------------- |
| Finalista | 1. | červenec 2021 | Los Cabos, Mexiko        | ATP 250   | tvrdý  | Cameron Norrie   | 2–6, 2–6       |
| Finalista | 2. | červenec 2021 | Atlanta, Spojené státy   | ATP 250   | tvrdý  | John Isner       | 6–7(8–10), 5–7 |
| Vítěz     | 1. | září 2022     | San Diego, Spojené státy | ATP 250   | tvrdý  | Marcos Giron     | 6–4, 6–4       |

## Finále Next Gen ATP Finals

### Dvouhra: 1 (1–0)
| Stav  | č. | datum              | turnaj        | povrch    | soupeř ve finále | výsledek                |
| ----- | -- | ------------------ | ------------- | --------- | ---------------- | ----------------------- |
| Vítěz | 1. | 12. listopadu 2022 | Milán, Itálie | tvrdý (h) | Jiří Lehečka     | 4–3(7–5), 4–3(8–6), 4–2 |

## Tituly na challengerech ATP a okruhu ITF
| Legenda                |
| ---------------------- |
| Challengery (4 D; 2 Č) |
| ITF (2 D; 0 Č)         |

### Dvouhra (6 titulů)
| Č. | datum         | turnaj                         | okruh             | povrch    | poražený finalista      | výsledek           |
| -- | ------------- | ------------------------------ | ----------------- | --------- | ----------------------- | ------------------ |
| 1. | září 2018     | Laguna Niguel, Spojené státy   | Futures           | tvrdý     | Maxime Cressy           | 6–4, 6–4           |
| 2. | leden 2020    | Rancho Santa Fe, Spojené státy | World Tennis Tour | tvrdý     | Geoffrey Blancaneaux    | 6–3, 6–3           |
| 3. | listopad 2020 | Orlando, Spojené státy         | Challenger        | tvrdý     | Prajneš Gunneswaran     | 6–3, 6–4           |
| 4. | únor 2021     | Quimper, Francie               | Challenger        | tvrdý (h) | Bernabé Zapata Miralles | 6–3, 6–4           |
| 5. | říjen 2021    | Brest, Francie                 | Challenger        | tvrdý (h) | João Sousa              | 6–3, 6–3           |
| 6. | leden 2024    | Koblenz, Německo               | Challenger        | tvrdý (h) | Jurij Rodionov          | 7–6(9–7), 1–6, 2–6 |

### Čtyřhra (2 tituly)
| Č. | datum      | turnaj          | okruh      | povrch    | spoluhráč          | poražení finalisté            | výsledek      |
| -- | ---------- | --------------- | ---------- | --------- | ------------------ | ----------------------------- | ------------- |
| 1. | říjen 2023 | Bergamo, Itálie | Challenger | tvrdý (h) | Evan King          | Francisco Cabral Henry Patten | 6–4, 7–6(7–1) |
| 2. | únor 2024  | Pau, Francie    | Challenger | tvrdý (h) | Christian Harrison | Romain Arneodo Sam Weissborn  | 7–6(7–5), 6–4 |